# Kollywood
Kollywood (tamil. கோலிவூட்) – tamilski przemysł filmowy, ma swoją siedzibę w Madrasie. Nazwa jest zbitką nazwy dzielnicy Madrasu, Kodambakkam, gdzie kręcono szereg filmów długometrażowych i Hollywood. Kollywood jest jednym z największych centrów filmowych w Indiach.
Pierwszy dźwiękowy tamilski film, Kalidas, powstał w 1931 roku.